# SN 1992aw
SN 1992aw – supernowa typu II odkryta 27 sierpnia 1992 roku w galaktyce A190654+5103. W momencie odkrycia miała maksymalną jasność 18,00m.